# Terres-de-Bord
Terres-de-Bord es una comuna nueva francesa situada en el departamento de Eure, de la región de Normandía.

## Historia
Fue creada el 1 de enero de 2017, en aplicación de una resolución del prefecto de Eure de 16 de diciembre de 2016 con la unión de las comunas de Montaure y Tostes, pasando a estar el ayuntamiento en la antigua comuna de Montaure.

## Demografía
| Gráfica de evolución demográfica de Terres-de-Bord entre 1800 y 2013 |
|                                                                      |

Los datos entre 1800 y 2013 son el resultado de sumar los parciales de las dos comunas que forman la nueva comuna de Terres-de-Bord, cuyos datos se han cogido de 1800 a 1999, para las comunas de Montaure y Tostes de la página francesa EHESS/Cassini. Los demás datos se han cogido de la página del INSEE.

## Composición
| Comuna delegada | Código INSEE | Población (2013) | Superficie (km²) | Densidad (hab./km²) |
| --------------- | ------------ | ---------------- | ---------------- | ------------------- |
| Montaure        | 27412        | 1062             | 10.16            | 105                 |
| Tostes          | 27648        | 449              | 12.28            | 37                  |